# 크람포르스시

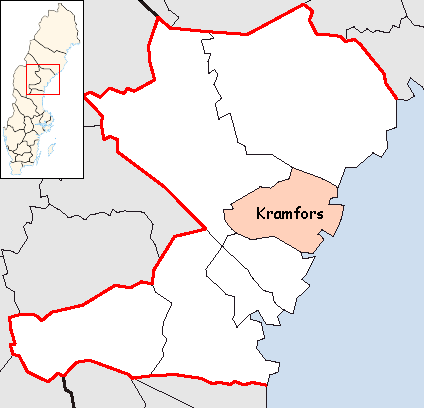
크람포르스 시의 위치

크람포르스시(스웨덴어: Kramfors kommun)는 스웨덴 베스테르노를란드주에 위치한 지방 자치체로 행정 중심지는 크람포르스이며 면적은 2,892.59km2, 인구는 18,681명(2016년 12월 31일 기준), 인구 밀도는 6.5명/km2이다.

시 문장